# Geografia del Benin

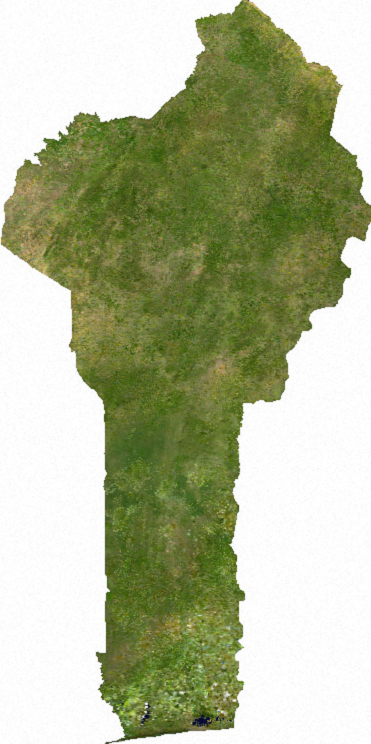
Visione satellitare del Benin

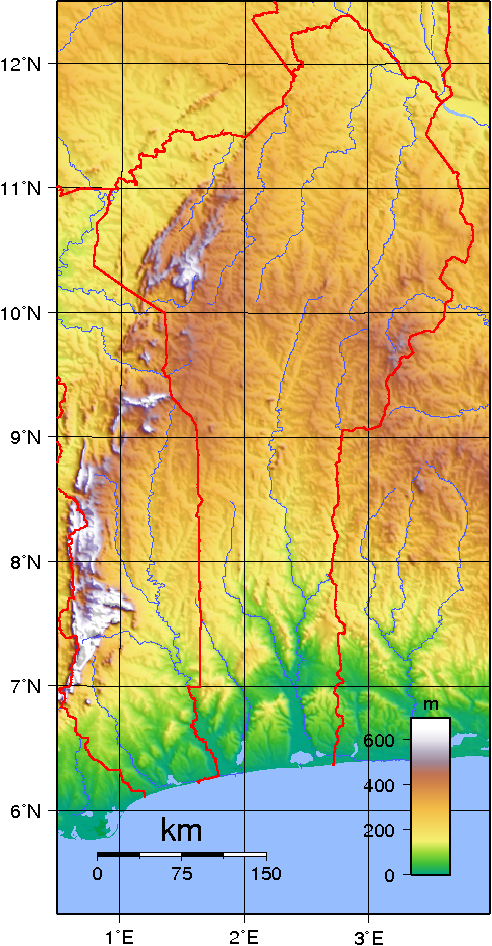
Topografia del Benin

Il territorio appartenente alla sovranità del Benin è costituito da una stretta striscia di terra nell'Africa occidentale posta tra l'equatore e il Tropico del Cancro. La latitudine del Benin varia dai 6° 30'N ai 12° 30'N e la longitudine dai 1° E al 3° 40'E. 
I confini del Benin sono delimitati dal Togo a ovest, dal Burkina Faso e dal Niger a nord, dalla Nigeria a est. A sud s'affaccia sul Golfo di Guinea. Con una superficie di 112.622 chilometri quadrati è leggermente più grande della Bulgaria. Il Benin si estende dal fiume Niger nel nord all'Oceano Atlantico nel sud per una distanza di 700 km. Anche se la linea di costa misure di 121 km, il punto di massima larghezza del paese misure circa 325 km. S
È uno dei paesi più piccoli dell'Africa occidentale, circa un ottavo delle dimensioni della Nigeria, il suo vicino ad est. Rimane tuttavia due volte più grande del Togo, il suo vicino ad ovest.

## Morfologia
Il paese può essere suddiviso in quattro aree geografiche principali da sud a nord:
- La pianura costiera, che nel punto più alto misura solo 10 metri sul livello del mare, è una regione paludosa e punteggiata da laghi e lagune comunicanti con l'oceano.

- Gli altipiani del sud del Benin con un'altitudine compresa tra i 20 e i 200 metri ,è una regione percorsa dalle valli dei fiumi Couffo, Zou, Oueme.

- Una regione pianura punteggiata da colline rocciose che raramente raggiunge quota 400 metri si estende nei pressi di Nikki e Save.

- Infine una serie di montagne che si estendono lungo la frontiera nord-ovest con il Togo denominate Atacora. Il punto più elevato è il Monte Sokbaro a 658 metri sul livello del mare.

## Clima
Il clima del Benin è caldo e umido. Le precipitazioni medie annue nella zona costiera sono nell'ordine di 360 millimetri, una quantità non particolarmente elevato per gli standard delle coste dell'Africa occidentale.
Il Benin ha due stagioni delle piogge e due stagioni asciutte. La principale stagione delle piogge va da aprile a fine luglio. La seconda, meno intensa e più breve, va da fine settembre a novembre. La principale stagione secca va da dicembre ad aprile. Una più breve da fine luglio ai primi di settembre.
Le temperature e l'umidità sono elevate lungo la costa tropicale. A Cotonou la temperatura media massima è di 31 °C, la minima è di 24 °C. Si assiste ad un aumento della temperatura spingendosi verso il nord, attraverso la savana verso gli altipiani del Sahel. Un vento secco del Sahara chiamato Harmattan soffia da dicembre a marzo.

## Dati generali
Area: 

totale: 112 620 km² 

terra: 110 620 km² 

acqua: 2 000 km² 
Confini terrestri: 

totale: 1.989 km 

frontiera: Burkina Faso 306 km, Niger 266 km, Nigeria 773 km, Togo 644 km 
Linea di costa: 121 km 
Elevazioni estreme: 

punto più basso: Oceano Atlantico 0 m 

punto più alto: Monte Sokbaro 658 m 
Risorse naturali: piccoli giacimenti di petrolio off-shore, calcare, marmo, legno 
Uso del suolo: 

seminativi: 15% 

colture permanenti: 1% 

altro: 84% (1998 stime) 
Terre irrigate: 120 km² (1998 stime) 
Pericoli naturali: caldo, secco, il vento polveroso Harmattan. 
Ambiente - problematiche attuali: recenti siccità hanno gravemente colpito l'agricoltura marginale nel nord; insufficiente approvvigionamento di acqua potabile; bracconaggio che minaccia le popolazioni della fauna selvatica; deforestazione; desertificazione